# Gonomyia (Gonomyia) resoluta
Gonomyia (Gonomyia) resoluta is een tweevleugelige uit de familie steltmuggen (Limoniidae). De soort komt voor in het Oriëntaals gebied.